# Яман (река)
Яман — река в России, протекает в Омской области. Устье реки находится у озера Ик. Длина реки составляет 27 км. Высота устья — 101 м над уровнем моря.
В 4 км от устья реки находятся село Яман.

## Данные водного реестра
По данным государственного водного реестра России относится к Иртышскому бассейновому округу, водохозяйственный участок реки — Оша, речной подбассейн реки — бассейны притоков Иртыша до впадения Ишима. Речной бассейн реки — Иртыш.